# Reprezentacja Saint Vincent i Grenadyn w rugby 7 kobiet
Reprezentacja Saint Vincent i Grenadyn w rugby 7 kobiet – zespół rugby 7, biorący udział w imieniu Saint Vincent i Grenadyn w meczach i sportowych imprezach międzynarodowych, powoływany przez selekcjonera, w którym mogą występować wyłącznie zawodnicy posiadający obywatelstwo tego kraju, mieszkający w nim, bądź kwalifikujący się ze względu na pochodzenie rodziców lub dziadków. Za jego funkcjonowanie odpowiedzialny jest St. Vincent & The Grenadines Rugby Union, członek Rugby Americas North i World Rugby.

## Turnieje

### Udział wRAN Women’s Sevens
| Rok  | Wynik | Źródło |
| ---- | ----- | ------ |
| 2005 | 5.    |        |
| 2006 | –     |        |
| 2007 | –     |        |
| 2008 | –     |        |
| 2009 | –     |        |
| 2010 | –     |        |
| 2011 | 11.   |        |
| 2012 | –     |        |
| 2013 | –     |        |
| 2014 | –     |        |
| 2015 | –     |        |
| 2016 | –     |        |
| 2017 | –     |        |
| 2018 | –     |        |
| 2019 | –     |        |
| 2022 | –     |        |